# Kózki (Opole)
Pour les articles homonymes, voir Kózki.
Kózki est une localité polonaise de la gmina de Pawłowiczki, située dans le powiat de Kędzierzyn-Koźle en voïvodie d'Opole.

## Histoire
De 1743 à 1945, Koske fait partie de l'arrondissement de Cosel dans le district d'Oppeln au sein de la province de Silésie.